# Superaquecimento
O superaquecimento é o fenômeno pelo qual um líquido supera a temperatura de ebulição sem ferver. Se fervermos um líquido mais de uma vez, notamos que a ebulição se torna difícil e irregular. O líquido superaquecido entra em ebulição de maneira brusca e violenta, havendo o desprendimento de parte do líquido pela grande quantidade de vapor que instantaneamente se desprende.
O superaquecimento é indesejável nas destilarias e pode ser evitado acrescentando-se ao líquido a ser destilado pedaços de materiais sólidos porosos. O ar contido em seus poros é suficiente para iniciar a ebulição e mantê-la de maneira regular.